# Falando de Amor (álbum de Novo Som)
Falando de Amor é uma coletânea da banda Novo Som, lançada em abril de 2010 pela gravadora MK Music.
O disco soma canções românticas lançadas pela banda, incluindo suas participações inclusas em vários volumes das coletâneas Amo Você.

## Faixas
1. "Meu Sonho"
2. "Aprender a Perdoar"
3. "Meu amor é você"
4. "Especial"
5. "Acredita em Mim"
6. "Eu Tenho Você"
7. "Por Um Segundo"
8. "Um Olhar"
9. "Voz do Coração"
10. "Na Beleza do Teu Olhar" (Cristiano Santos)
11. "Diz que Sim"
12. "Um Dia a Mais"